# U-714
Unterseeboot 714 foi um submarino alemão do Tipo VIIC, pertencente a Kriegsmarine que atuou durante a Segunda Guerra Mundial.

## Comandantes
| Comandante                    | Data                                          |
| ----------------------------- | --------------------------------------------- |
| Kptlt. Hans-Joachim Schwebcke | 10 de fevereiro de 1943 - 14 de março de 1945 |

## Subordinação
Durante o seu tempo de serviço, esteve subordinado às seguintes flotilhas:
| Período                                       | Flotilha                                   |
| --------------------------------------------- | ------------------------------------------ |
| 10 de fevereiro de 1943 - 31 de julho de 1943 | 5. Unterseebootsflottille (treinamento)    |
| 1 de agosto de 1943 - 10 de novembro de 1944  | 7. Unterseebootsflottille (serviço ativo)  |
| 11 de novembro de 1944 - 14 de março de 1945  | 33. Unterseebootsflottille (serviço ativo) |

## Operações conjuntas de ataque
O U-714 participou das seguinte operações de ataque combinado durante a sua carreira:
- Rudeltaktik Körner (30 de outubro de 1943 - 2 de novembro de 1943)
- Rudeltaktik Tirpitz 1 (2 de novembro de 1943 - 8 de novembro de 1943)
- Rudeltaktik Eisenhart 2 (9 de novembro de 1943 - 15 de novembro de 1943)
- Rudeltaktik Schill 3 (18 de novembro de 1943 - 22 de novembro de 1943)
- Rudeltaktik Weddigen (22 de novembro de 1943 - 30 de novembro de 1943)
- Rudeltaktik Igel 1 (3 de fevereiro de 1944 - 17 de fevereiro de 1944)